# Вища ліга КВК 1997
Сезон Вищої ліги КВК 1997 року — 11-й сезон з відродження телевізійного КВК у 1986 році.
В цьому році в Клубі відбулася чергова зміна поколінь, в сезоні грали нові команди, які прийшли на заміну учасникам попередніх сезонів. Дві команди — «Запоріжжя — Кривий Ріг — Транзит» та «Нові вірмени» — виграли всі ігри сезону, а у фіналі журі не змогло віддати перевагу лише одній з них, і оголосив нічию, так само, як це було в 1995 році. Крім цих двох команд, в сезоні сильно себе показали команди «Службовий вхід» і нове покоління НГУ — ці команди у всіх іграх зайняли другі місця.
Схема сезону залишилася такою ж, як і в попередніх, але це був останній сезон, зіграний за подібною схемою.

## Склад
У сезон Вищої ліги 1997 року були запрошені дванадцять команд:
1. Сибірські ченці (Красноярськ)
2. Ковбої політеху (Київ)
3. Харківські менти (Харків)
4. Плеханов і компанія (Москва) — фіналісти Першої ліги
5. Службовий вхід (Курськ) — фіналісти Першої ліги
6. НГУ (Новосибірськ) — другий склад команди НДУ
7. Владикавказькі рятувальники (Владикавказ) — чемпіони Першої ліги
8. Самарський літак (Самара) — другий сезон у Вищій лізі
9. Уральські пельмені (Єкатеринбург) — третій сезон у Вищій лізі
10. Справжні тамади (Тбілісі) — четвертий сезон у Вищій лізі
11. Запоріжжя — Кривий Ріг — Транзит (Запоріжжя — Кривий Ріг) — третій сезон у Вищій лізі
12. Нові вірмени (Єреван) — другий сезон у Вищій лізі

Чемпіонами сезону стали команди КВК «Запоріжжя — Кривий Ріг — Транзит» та «Нові вірмени».

## Ігри

### ⅛ Фіналу
Перша ⅛ фіналу
- Дата гри: лютий
- Тема гри: Сім разів відміряй
- Команди: Ковбої політеху (Київ), Владикавказькі рятувальники (Владикавказ), Харківські менти (Харків), НГУ (Новосибірськ), Самарський літак (Самара), Нові вірмени (Єреван)
- Журі: Олександр Абдулов, Антон Табаков, Костянтин Ернст, Ігор Угольников, Іван Демидов
- Конкурси: Привітання («Семеро сміливих»), Розминка («Сім бід — одна відповідь»), Музичний конкурс («Сім нот»)

| Команда            | Вітання | Розминка | загальний | Муз. конкурс | Разом |
| ------------------ | ------- | -------- | --------- | ------------ | ----- |
| Самарський літак   | 3,6     | 4,2      | 7,8       | 3,6          | 11,4  |
| НГУ                | 4,6     | 4,6      | 9,2       | 5            | 14,2  |
| Харківські менти   | 4,8     | 4,6      | 9,4       | 4,4          | 13,8  |
| Влад. рятувальники | 3,6     | 4,6      | 8,2       | 3,6          | 11,8  |
| Ковбої політеху    | 3,8     | 5,6      | 9,4       | 4,4          | 13,8  |
| Нові вірмени       | 5       | 5,4      | 10,4      | 4,6          | 15    |

Результат гри:
1. Нові вірмени
2. НГУ
3. Харківські менти; Ковбої політеху
4. Владикавказские рятувальники
5. Самарський літак

- На цій грі команда НГУ показала Музичний конкурс «Ранкова зірка», в якому Руслан Великохатний пародіював Влада Сташевського, Олександр Пушной показав пародію на Стінга, а Пелагея заспівала пісню «Кем быть, советуйте мне»[2][3].
- Команда «Нові вірмени» показала на цій грі музичний конкурс «День народження Баха».

Друга ⅛ фіналу
- Дата гри: 7 квітня
- Тема гри: Один шанс з тисячі
- Команди: Сибірські ченці (Красноярськ), Службовий вхід (Курськ), Плеханов і компанія (Москва), Справжні тамади (Тбілісі), Уральські пельмені (Єкатеринбург), Запоріжжя — Кривий Ріг — Транзит (Запоріжжя — Кривий Ріг)
- Журі: Валдіс Пельш, Ігор Вєрник, Костянтин Ернст, Леонід Парфьонов, Іван Демидов
- Конкурси: Привітання («Ризик — благородна справа»), Розминка («Неймовірно, але факт…»), Музичний конкурс («Ваше благородіє, пані удача»)

| Команда             | Вітання | Розминка | загальний | Муз. конкурс | Разом |
| ------------------- | ------- | -------- | --------- | ------------ | ----- |
| Плеханов і компанія | 3,6     | 3,2      | 6,8       | 4,2          | 11    |
| Справжні тамади     | 4,6     | 4        | 8,6       | 4,8          | 13,4  |
| Транзит             | 5       | 5,6      | 10,6      | 5            | 15,6  |
| Сибірські ченці     | 4,2     | 3,6      | 7,8       | 4,4          | 12,2  |
| Службовий вхід      | 5       | 4,8      | 9,8       | 4,6          | 14,4  |
| Уральські пельмені  | 4,2     | 3,6      | 7,8       | 3,8          | 11,6  |

Результат гри:
1. Запоріжжя — Кривий Ріг — Транзит
2. Службовий вхід
3. Справжні тамади
4. Сибірські ченці
5. Уральські пельмені
6. Плеханов і компанія

- На цій грі «Транзит» показали музичний конкурс «Рейволюція».
- У своєму музичному конкурсі «Уральські пельмені» показали номер «Як Іван Демидов їхав до Москви одружуватися».

### Чвертьфінали
Перший чвертьфінал
Дата гри: 19 травня
- Тема гри: Три мушкетери
- Команди: Ковбої політеху (Київ), Справжні тамади (Тбілісі), НГУ (Новосибірськ), Запоріжжя — Кривий Ріг — Транзит (Запоріжжя — Кривий Ріг)
- Журі: Валдіс Пельш, Ігор Угольников, Костянтин Ернст, Іван Демидов, Юлій Гусман
- Конкурси: Привітання («Один за всіх, і всі за одного!»), Розминка («Паризькі таємниці»), СТЕМ («Три мушкетери»), Конкурс однієї пісні («Спокій не по кишені»)

| Команда         | Вітання | Розминка | загальний | СТЕМ | загальний | КОП | Разом |
| --------------- | ------- | -------- | --------- | ---- | --------- | --- | ----- |
| Ковбої політеху | 3,8     | 4        | 7,8       | 4,2  | 12        | 4   | 16    |
| Транзит         | 5       | 5,8      | 10,8      | 5    | 15,8      | 5   | 20,8  |
| Справжні тамади | 3,6     | 2,6      | 6,2       | 3,6  | 9,8       | 3,6 | 13,4  |
| НГУ             | 4,6     | 4,8      | 9,4       | 5    | 14,4      | 5   | 19,4  |

Результат гри:
1. Запоріжжя — Кривий Ріг — Транзит
2. НГУ
3. Ковбої політеху
4. Справжні тамади

- На цій грі команда НГУ показала СТЕМ «Грибники» та КОП «Ювілей Палажки Борисівною».
- КОП команди «Справжні тамади» було вирішено вирізати з ефіру тому, що він виявився дуже слабким.

Другий чвертьфінал
Дата гри: травень
- Тема гри: Тридцять вісім папуг
- Команди: Сибірські ченці (Красноярськ), Харківські менти (Харків), Службовий вхід (Курськ), Нові вірмени (Єреван)
- Журі: Валдіс Пельш, Ігор Угольников, Костянтин Ернст, Леонід Парфьонов, Юлій Гусман
- Конкурси: Привітання («Ну, постривай!»), Розминка («Хлопці, давайте жити дружно!»), СТЕМ («Троє зі скриньки»), Конкурс однієї пісні («Ну, а дружба починається з усмішки»)

| Команда          | Вітання | Розминка | загальний | СТЕМ | загальний | КОП | Разом |
| ---------------- | ------- | -------- | --------- | ---- | --------- | --- | ----- |
| Харківські менти | 3,8     | 2,8      | 6,6       | 3,6  | 10,2      | 5   | 15,2  |
| Сибірські ченці  | 4       | 3,4      | 7,4       | 3    | 10,4      | 3,6 | 14    |
| Нові вірмени     | 5       | 4,4      | 9,4       | 4,2  | 13,6      | 5   | 18,6  |
| Службовий вхід   | 4,2     | 3,4      | 7,6       | 4,6  | 12,2      | 4,6 | 16,8  |

Результат гри:
1. Нові вірмени
2. Службовий вхід
3. Харківські менти
4. Сибірські ченці

- У своєму КОПе «Нові вірмени» зіграли пародію на передачу «Добрий вечір» і показали номер про шаховий поєдинок Гаррі Каспарова проти комп'ютера.
- На цій грі «Службовий вхід» показали СТЕМ «Екскурсія по Москві».

### Півфінали
Перший півфінал
Дата гри: жовтень
- Тема гри: Мільйон терзань
- Команди: Службовий вхід (Курськ), Запоріжжя — Кривий Ріг — Транзит (Запоріжжя — Кривий Ріг)
- Журі: Андрій Макаров, Валдіс Пельш, Костянтин Ернст, Леонід Парфьонов, Юлій Гусман
- Конкурси: Привітання («Ба, знайомі всі обличчя!»), Розминка («Що стане говорити княгиня Марія Олексіївна?»), Музичний конкурс («Так, водевіль є річ!»), Капітанський конкурс («Цілком світська людина»), Домашнє завдання («Століття нинішній і століття минулий»)

| Команда        | Вітання | Розминка | загальний | Муз. конкурс | загальний | Капітанський | загальний | ДЗ  | Разом |
| -------------- | ------- | -------- | --------- | ------------ | --------- | ------------ | --------- | --- | ----- |
| Транзит        | 4,6     | 4,2      | 8,8       | 4,6          | 13,4      | 3            | 16,4      | 6,4 | 22,8  |
| Службовий вхід | 3,6     | 4        | 7,6       | 3,4          | 11        | 3,4          | 14,4      | 5,2 | 19,6  |

Результат гри:
1. Запоріжжя — Кривий Ріг — Транзит
2. Службовий вхід

- Гра була присвячена літературному твору Олександра Сергійовича Грибоєдова «Лихо з розуму».
- Капітанський конкурс грали Михайло Гуліков («Транзит») і Олексій Лютіков («Службовий вхід»).
- На цій грі «Запоріжжя — Кривий Ріг — Транзит» показали музичний конкурс «Операція „Водевіль“» та домашнє завдання «Чарівні речі».

Другий півфінал
Дата гри: 31 жовтня
- Тема гри: Дванадцять стільців
- Команди: НГУ (Новосибірськ), Нові вірмени (Єреван)
- Журі: Сергій Шолохов, Валдіс Пельш, Костянтин Ернст, Леонід Парфьонов, Іван Демидов, Юлій Гусман
- Конкурси: Привітання («Лід рушив»), Розминка («Приїжджайте в Київ і запитайте!»), Музичний конкурс («Ні! Це не Ріо-де-Жанейро!»), Капітанський конкурс («Діти лейтенанта Шмідта»), Домашнє завдання («Гуртожиток імені ченця Бертольда Шварца»)

| Команда      | Вітання | Розминка | загальний | Муз. конкурс | загальний | Капітанський | загальний | ДЗ  | Разом |
| ------------ | ------- | -------- | --------- | ------------ | --------- | ------------ | --------- | --- | ----- |
| Нові вірмени | 4,6     | 5,5      | 10,1      | 4,6          | 14,7      | 3,8          | 18,5      | 6,1 | 24,6  |
| НГУ          | 4,6     | 3,8      | 8,4       | 4,8          | 13,2      | 4            | 17,2      | 6,5 | 23,7  |

Результат гри:
1. Нові вірмени
2. НГУ

- Гра була присвячена літературному твору Ільфа і Петрова «Дванадцять стільців».
- Капітанський конкурс грали Гарік Мартиросян («Нові вірмени») і Володимир Дуда (НГУ). Дуда виступив в образі «Великого сліпого».
- У музичному конкурсі «Нових вірмен» роль Остапа Бендера зіграв Арчіл Гоміашвілі.
- Результат гри вирішила розминка. «Нові вірмени» забезпечили собі відрив від суперників майже в два бали і виграли півфінал незважаючи на те, що програли в усіх наступних конкурсах.

### Фінал
Дата гри: 26 грудня
- Тема гри: 12 місяців
- Команди: Запоріжжя — Кривий Ріг — Транзит (Запоріжжя — Кривий Ріг), Нові вірмени (Єреван)
- Журі: Олександр Абдулов, Леонід Парфьонов, Костянтин Ернст, Андрій Макаров, Сергій Шолохов, Сергій Жигунов, Іван Демидов, Юлій Гусман
- Конкурси: Привітання («Що відбувається на світі? А просто зима!»), Розминка («Весняна прикмета»), Музичний конкурс («Літо зоряне, голосно співай!»), Капітанський конкурс («Зустріч в дощовий осінній день»), Домашнє завдання («Новорічне звернення команди КВК»)

| Команда      | Вітання | Розминка | Загальний | Музичний конкурс | Загальний | Капітанський | Загальний | ДЗ | Разом |
| ------------ | ------- | -------- | --------- | ---------------- | --------- | ------------ | --------- | -- | ----- |
| Транзит      | 4,25    | 3,37     | 7,62      | 4,87             | 12,49     | 4            | 16,49     | -  | нічия |
| Нові вірмени | 4,62    | 3,25     | 7,87      | 4                | 11,87     | 4,12         | 15,99     | -  | нічия |

Результат гри:
1. Запоріжжя — Кривий Ріг — Транзит; Нові вірмени

Хоча українська команда «Запоріжжя — Кривий Ріг — Транзит» набрала на 0,5 бали більше за вірменську збірну «Нові вірмени» за рішенням журі, чемпіонами Вищої ліги сезону 1997 року стали обидві команди.
- В ефірі цієї гри вперше з'явився початковий варіант нинішньої заставки передачі КВК.
- Капітанський конкурс грали Михайло Гуліков («Транзит») та Гарік Мартиросян («Нові армяни»).
- На цій грі «Транзит» показали домашнє завдання «Абсолютно неймовірна новорічна історія».
- Це єдина гра Вищої ліги, бали в якій округлювалися до сотих, а не до десятих.
- У складі «Транзиту» чемпіоном КВК стали Олександр Пікалов, Олена Кравець та майбутній 6-й президент України Володимир Зеленський. Зі своєю командою, «95-й квартал», повторити це досягнення йому не вдалося.

## Відео
- Перша 1/8-а фіналу
- Друга 1/8-а фіналу
- Перший чвертьфінал
- Другий чвертьфінал
- Перший півфінал
- Другий півфінал
- Фінал